# Конституційно-демократична партія Японії
Конституційно-демократична партія Японії (яп. 立憲民主党, Rikken-minshutō)  — ліберальна політична партія Японії. Основна лівоцентристська партія Японії , станом на 2024 рік була другою за кількістю парламентарів партією в Національному парламенті після правлячої Ліберально-демократичної партії.
Була заснована в жовтні 2017 року як фракція Демократичної партії напередодні загальних виборів 2017 року . Наприкінці 2020 року партія була перезаснована після злиття з більшістю Демократичної партії народу та Соціал-демократичної партії, а також деяких незалежних законодавців.
Платформа партії підтримує підвищення мінімальної зарплати, розширення соціального захисту, легалізацію одностатевих шлюбів, збільшення рівності статей, прав на аборти, відновлювальну енергетику, децентралізацію, багатосторонню зовнішню політику, перегляду Угоди про статус збройних сил США та Японії, податкову та виборчу реформи. Партія рішуче виступає проти спроб внести зміни до Конституції Японії для переосмислення Статті 9  або кодифікувати статус Японських сил самооборони, а також виступає проти ядерної енергетики.

## Історія

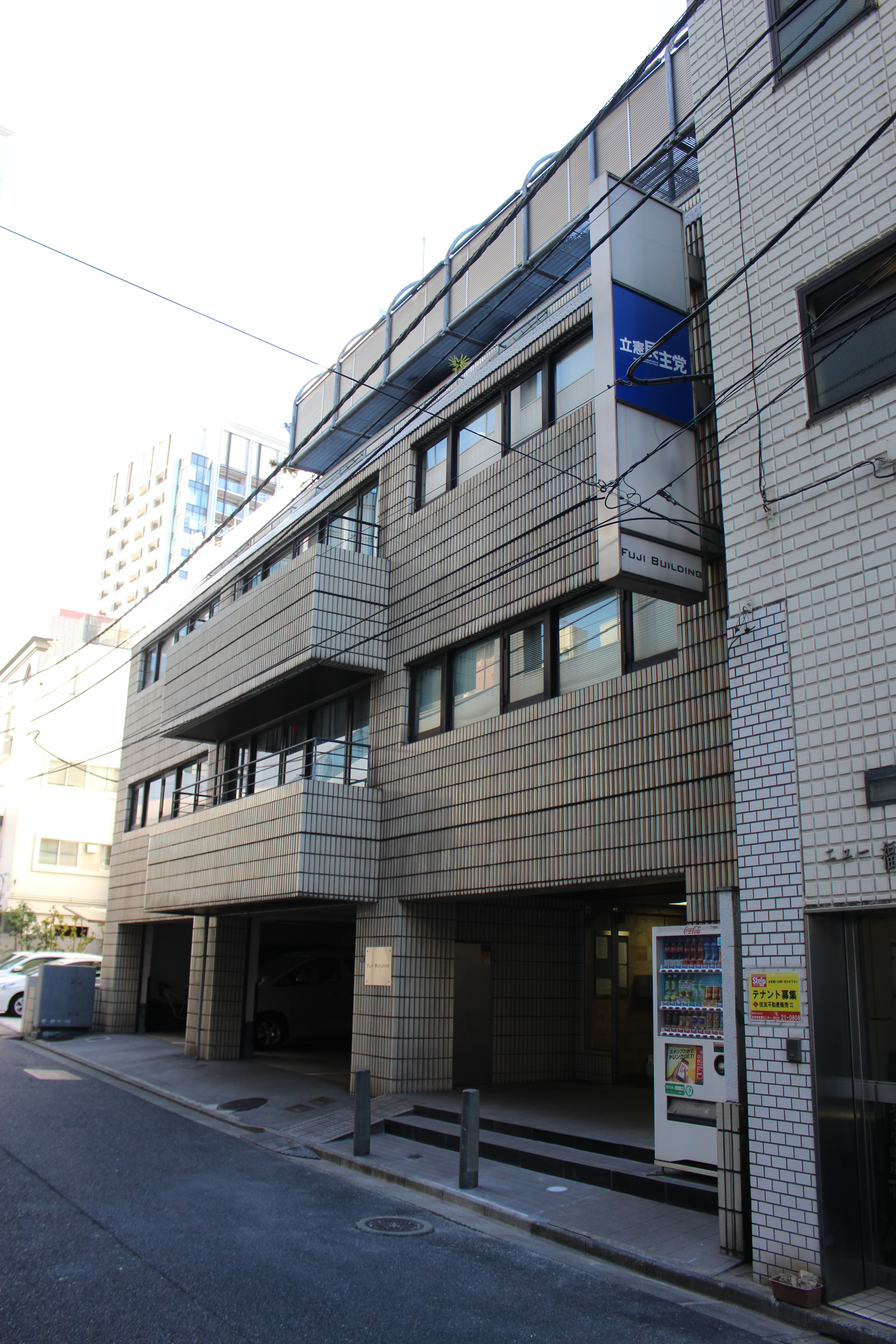
Перша штаб-квартира CDP в Хіракава-чоу, Токіо.

### Утворення та вибори 2017 року

Альтернативний логотип CDPJ

Партія утворена напередодні загальних виборів 2017 року з  лівоцентристського крила опозиційної Демократичної партії     Перед виборами 28 вересня 2017 року фракція Палати представників ДП була розпущена, щоб члени партії балотувалися  кандидатами від Партії надії губернатора Токіо Юріко Коїке або як незалежні кандидати на майбутніх виборах. 
Нова партія була заснована 2 жовтня 2017 року заступником лідера ДП Юкіо Едано на прес-конференції в Токіо для лібералів і лівих членів ДП, які не бажають або отримали відмову брати участь у виборах як кандидати від Партії надії.  
3 жовтня 2017 року було оголошено, що нова партія не змагатиметься за місця, де колишні демократи балотувалися як кандидати від Партії надії , цей жест не було зроблено, коли Партія надії висунула кандидата в окрузі Едано. Комуністична партія Японії (КПЯ), у свою чергу, усунула власного кандидата від балотування в окрузі Едано, щоб не відібрати в нього голоси.  Партія виграла загалом 55 місць , ставши провідною опозиційною партією, а пацифістський блок (включно з КПЯ та Соціал-демократичної партії ) став найбільшим опозиційним блоком.
У липні 2020 року КДП стала філією-спостерігачем Ради азійських лібералів і демократів.

### 2020 Злиття та перезаснування

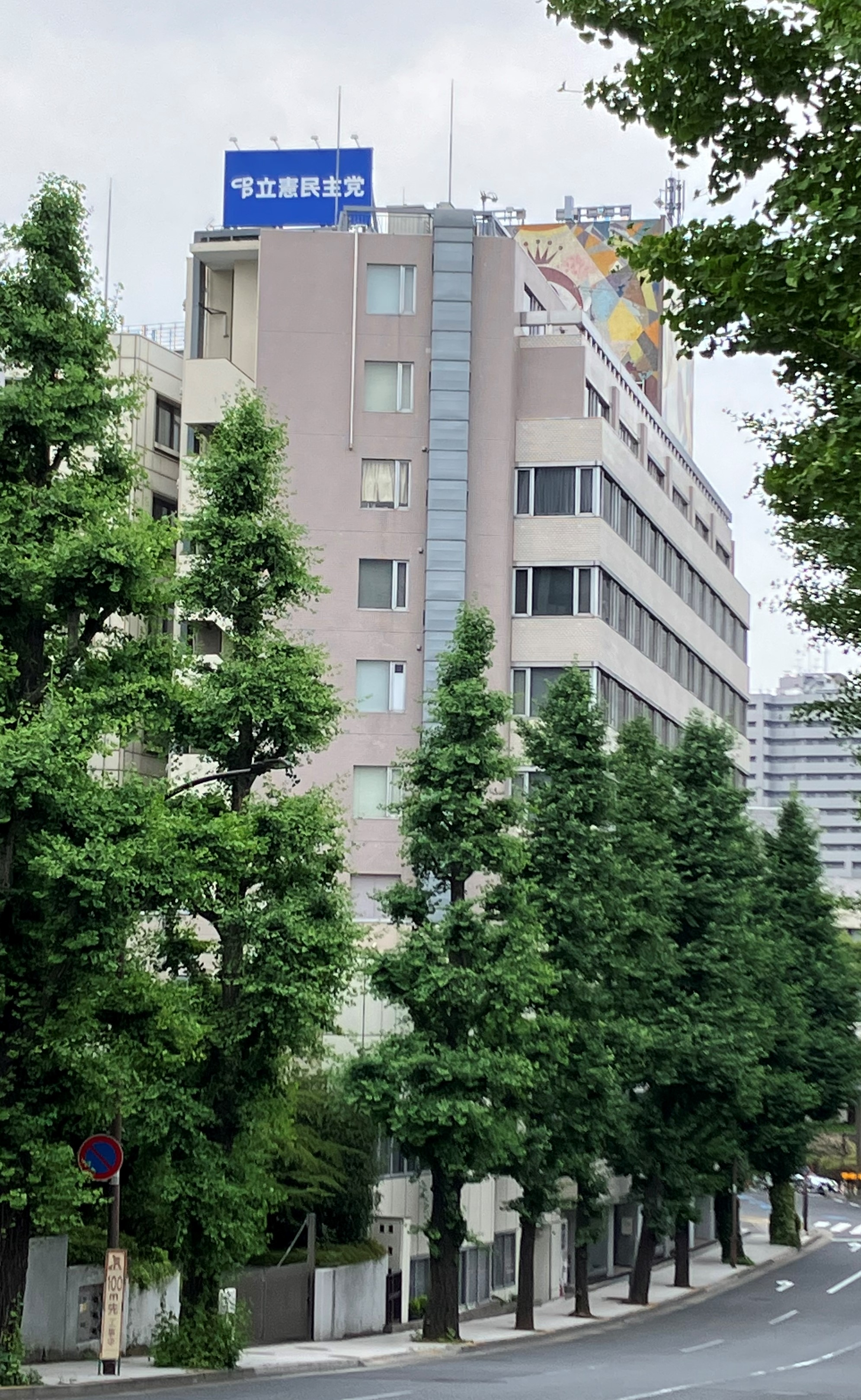
Друга штаб-квартира CDP у Нагата-чоу, Токіо.

19 серпня 2020 року КДП оголосила, що об’єднається з більшістю Демократичної партії народу (ДПН), а також з деякими незалежними членами парламенту у вересні того ж року. 
10 вересня 2020 року нова партія обрала Едано лідером, а також проголосувала за збереження назви КДП.  Після злиття нова КДП налічувала загалом 149 членів і 107 місць у Палаті представників, порівняно зі 156 членами та 96 місцями, які обіймала Демократична партія у 2016 році. Серед незалежних, які приєдналися до КДП у цьому злитті, був колишній прем'єр-міністр Йосіхіко Нода . Декілька консервативних членів ДПН, у тому числі президент ДПН Юічіро Тамакі, не приєдналися до КДП і натомість продовжували керувати незалежним від КДП осередком ДПН.  
14 листопада 2020 року Соціал-демократична партія (СДП) проголосувала за домовленість про злиття з ХДП, що дозволило членам СДП вийти з партії та приєднатися до ХДП.  Однак лідер СДП Мідзухо Фукусіма був проти угоди про злиття і в результаті залишився в Соціал-демократичній партії. 
CDP брала участь у загальних виборах 2021 року в рамках виборчої угоди, яка співпрацювала з JCP, Рейва Шінсенгумі та партіями, що залишаються DPP і SDP, висуваючи єдиних кандидатів від опозиції в одномандатних виборчих округах.  Едано пішов у відставку з поста лідера партії після виборів 2 листопада 2021 року через гірші, ніж очікувалося, результати виборів, на яких CDP впала зі 110 до 96 місць.  
Кента Ізумі був обраний лідером ХДП на виборах керівництва Конституційно-демократичної партії Японії 2021 року 30 листопада 2021 року. Колишній член ДПП, він сказав, що громадськість вважає обидві партії «близькими» і «вважає їх братами», і «висловив підтримку об’єднанню» між ними. 

## Ідеологія та платформа
CDP була описана як ліберальна і соціал-ліберальна і прихильна до конституціоналізму. Партію також описували як прогресивну  та лівоцентристську  , а після її розширення у 2020 році по-різному описували як ліберальну,  центристську або лівоцентристський. У ХДП, як і в її попередниці Демократичній партії Японії, є консервативні політики, а також політики з соціал-демократичного середовища.  
Під час створення в 2017 році CDP виступала проти запропонованого перегляду статті 9 післявоєнної конституції Японії.   Партія підтримує поступову відмову від ядерної енергетики в Японії та державні інвестиції у відновлювані джерела енергії. Партія не підтримує легалізацію та утримання казино. Партія також підтримує «побудову суспільства, яке підтримує одне одного і повністю використовує індивідуальність і творчість».  У своїй політичній програмі на 2017 рік партія висловила підтримку низовій демократії та дипломатичному пацифізму. CDP висловила негативну думку щодо Статуї Миру та закликала південнокорейський уряд прибрати Статую Миру.  
У 2019 році партія пообіцяла підтримувати права ЛГБТ і легалізацію одностатевих шлюбів у Японії , а в березні 2023 року висунула парламентський законопроєкт для Японії щодо юридичного визнання таких шлюбів.
Партія підтримала заморожування збільшення податку на споживання з 2017 року  і підтримує тимчасове зниження податку на споживання з 2020 року разом із підвищенням податків для корпорацій і заможних осіб. Напередодні загальних виборів 2021 року лідер партії Едано заявив про підтримку його партією перерозподілу багатства. Виборча платформа 2021 року також пропонувала підтримку прогресивного оподаткування, обіцянку додаткових соціальних виплат для громадян з низькими доходами та підвищення ставки податку на приріст капіталу до 25% до 2023 року.

## Лідерство
| Позиція                                    | Ім'я            |
| ------------------------------------------ | --------------- |
| Лідер                                      | Кента Ізумі     |
| Заступник керівника                        | Сейдзі Осака    |
| Заступник керівника                        | Чінамі Нісімура |
| Генеральний секретар                       | Кацуя Окада     |
| Голова політичного бюро                    | Акіра Нагацума  |
| Голова виборчої комісії                    | Кенсуке Ониші   |
| Голова комісії у справах сейму             | Джун Азумі      |
| Голова Генеральної ради Об’єднаного палати | Томоко Абе      |

### Список лідерів
| Немає.                                                                                                | Лідер (народження–смерть) | Лідер (народження–смерть) | Виборчий округ            | Заступив на посаду  | Вийшов з офісу      | Результати виборів                                                                           | Прем'єр-міністр (term) | Прем'єр-міністр (term) |
| --- | ------------------------- | ------------------------- | ------------------------- | ------------------- | ------------------- | -------------------------------------------------------------------------------------------- | ---------------------- | ---------------------- |
| Відділення від: Демократичної партії (2016) (centre-left)                                             |                           |                           |                           |                     |                     |                                                                                              |                        |                        |
| 1 | Юкіо Едано (нар. 1964)    |                           | Представник Сайтами 5-й   | 3 жовтня 2017 р     | 14 вересня 2020 р   | 2017 Unopposed                                                                               |                        | Абе Сіндзо. 2012–20    |
| Об’єднання: Демократичної партії для народу (centre-right; majority faction) ＆ Деякі незалежні групи |                           |                           |                           |                     |                     |                                                                                              |                        |                        |
| 1 | Юкіо Едано (нар. 1964)    |                           | Представник Сайтами 5-й   | 15 вересня 2020 р   | 12 листопада 2021 р | 2020 Yukio Edano – 107 Kenta Izumi – 42                                                      |                        | Абе Сіндзо. 2012–20    |
| 1 | Юкіо Едано (нар. 1964)    | Суга Йосіхіде 2020–21     | Представник Сайтами 5-й   | 15 вересня 2020 р   | 12 листопада 2021 р | 2020 Yukio Edano – 107 Kenta Izumi – 42                                                      |                        |                        |
| 1 | Юкіо Едано (нар. 1964)    | Кісіда Фуміо 2021–present | Представник Сайтами 5-й   | 15 вересня 2020 р   | 12 листопада 2021 р | 2020 Yukio Edano – 107 Kenta Izumi – 42                                                      |                        |                        |
| 2 | Кента Ізумі (нар. 1974)   |                           | Представник для Кіото 3-й | 30 листопада 2021 р | Діючий              | 2021 1st Round Kenta Izumi – 189 Seiji Osaka – 148 Junya Ogawa – 133 Chinami Nishimura – 102 |                        |                        |

## Результати виборів

### Палата Представників
| Вибори | Лідер      | № кандидатів | Місць      | Місць | Місць  | Позиція | Голосування округу | Голосування округу | Голосування PR блоку | Голосування PR блоку                                                                                               | Статус |
| Вибори | Лідер      | № кандидатів | Кількість. | ±     | Частка | Позиція | Голосів            | Частка             | Немає.               | Поділіться | Статус |
| --- | ---------- | ------------ | ---------- | ----- | ------ | ------- | ------------------ | ------------------ | -------------------- | --- | ------ |
| 2017 рік | Юкіо Едано | 78           | 55 / 465   |       | 11,8%  | 2-й     | 4 852 097          | 8,75%              | 11 084 890           | style="background:#ffdddd; color:black; vertical-align:middle; text-align:center; " class="table-no2" \|Opposition |        |
| Об’єднання: Демократичної партії для народу (centre-right; majority faction) ＆ Деякі незалежні групи (2020) |            |              |            |       |        |         |                    |                    |                      | |        |
| 2021 рік | Юкіо Едано | 240          | 96 / 465   |       | 20,6%  | 2-й     | 17,215,621         | 29,96%             | 11 492 095           | style="background:#ffdddd; color:black; vertical-align:middle; text-align:center; " class="table-no2" \|Opposition |        |

### Палата Радників
| Вибори | Лідер       | № </br> кандидатів | Місць     | Місць | Місць  | Місць    | Місць    | Позиція | Голосування округу | Голосування округу | Голосування за партійними списками | Голосування за партійними списками                                                                                 | Статус |
| Вибори | Лідер       | № </br> кандидатів | Кількість | ±     | Частка | Не вгору | Усього   | Позиція | Немає.             | Поділіться         | Немає.                             | Поділіться | Статус |
| --- | ----------- | ------------------ | --------- | ----- | ------ | -------- | -------- | ------- | ------------------ | ------------------ | ---------------------------------- | --- | ------ |
| 2019 рік | Юкіо Едано  | 42                 | 17 / 124  |       | 13,7%  | 15       | 32 / 245 | 2-й     | 7,951,430          | 15,79%             | 7,917,720                          | style="background:#ffdddd; color:black; vertical-align:middle; text-align:center; " class="table-no2" \|Opposition |        |
| Об’єднання: Демократичної партії для народу (centre-right; majority faction) ＆ Деякі незалежні групи (2020) |             |                    |           |       |        |          |          |         |                    |                    |                                    | |        |
| 2022 рік | Кента Ізумі | 51                 | 17 / 125  |       | 13,6%  | 22       | 39 / 248 | 2-й     | 8,154,330          | 15,33%             | 6,771,914                          | style="background:#ffdddd; color:black; vertical-align:middle; text-align:center; " class="table-no2" \|Opposition |        |

## Дивись також
- Лібералізм в Японії
- Список ліберальних партій
- Соціалістична партія Японії, це була головна опозиційна партія в « системі 1955 року » проти ЛДП до 1990-х років.
  - Права соціалістична партія Японії
  - Нова партія Японії
- Демократична партія Японії